# Hermann von Zeissl
Hermann von Zeissl est un médecin autrichien, né le 22 septembre 1817 à Vierzighuben en Moravie et mort le 23 septembre 1884 à Vienne.
Il est nommé Privatdozent à Vienne en 1850, puis professeur extraordinaire en 1861 et, enfin, médecin-chef du service de syphilis de l'hôpital général en 1869.
Spécialiste de la syphilis, il est notamment l'auteur de Compendium der Pathologie und Therapie der primär-syphilitischen und einfach venerischen Krankheiten (1850), Lehrbuch der Syphilis und der mit dieser verwandten örtlichen venerischen Krankheiten (1871/72) et de Grundriss der Pathologie und Therapie der Syphilis (1876).